# Asaperda tenuicornis
Asaperda tenuicornis är en skalbaggsart som beskrevs av Komiya 1984. Asaperda tenuicornis ingår i släktet Asaperda och familjen långhorningar. Inga underarter finns listade.